# 经济日报 (中国大陆)
《经济日报》由中华人民共和国国务院主办的中央直属党报。1984年，邓小平为经济日报题写了报名。

## 历史

### 前身北京《大公报》时期（1966年以前）
按照经济日报社的官方说法，《经济日报》的前身可能可以追溯至1953年1月创刊的北京《大公报》，而北京《大公报》的前身最早可追溯至1902年由英敛之在天津法租界创刊的天津《大公报》。
最初的天津《大公报》于1902年在天津法租界创刊，原本为天津法国天主教堂的天主教宣传报纸。之后直到中华人民共和国成立期间的近半个世纪以来，《大公报》多次易手，分设多地版本，一度成为民国四大报纸之一。现今，《大公报》也是民国四大报纸中唯一一个目前仍在出版的报纸（指《大公报》香港版本仍然发行至今）。
1953年1月1日，上海版《大公报》和此前身为天津版《大公报》的《进步日报》合并为新设立的北京《大公报》，期号仍沿用自1902年直至文革停刊。自此一直到1966年文革爆发期间，北京《大公报》是中华人民共和国国务院财贸办公室管辖的全国经济大报。文革爆发后，北京《大公报》被迫停刊。文革结束后，原北京《大公报》部分编辑人员创办《财贸战线报》，事实上取代了原北京《大公报》身为全国经济大报的地位，但其期号并非从1902年所记起。

### 经济日报时期（1978年至今）
1978年7月以原北京《大公报》一部分工作人员为主创办《财贸战线》报，1981年改名《中国财贸报》，《经济日报》是在此基础上创办的。除在北京印刷外，还在中国各大城市设有传真版或航空版的分印点。日出对开八版。向国内外发行。该报以经济界职工和关心中国经济发展的国内外读者为对象。以指导经济工作、提供情况、提供经验、提供信息、指导消费、推动社会主义经济建设为宗旨。还出版《花卉报》、《经济日报·英文周刊》、《中国经济新闻》、《中国企业家》、《全国新产品》等报刊。
经济日报与中共中央各机关、国务院各部委局建立了密切联系，在全国各省、自治区、直辖市及部分计划单列市共设有58个记者站，在海外20多个国家和地区派有常驻记者。经济日报与世界上100多个新闻机构、经济团体有着往来关系，在国家对外经济交往中发挥着日益重要的桥梁作用。总编室下设综合处、财经编辑室、金融编辑室、证券编辑室、摄影组、美术组、检校组、电讯组几个部门。1998年6月8日，经济日报报业集团成立。目前集团主办报刊18种，两家出版社，一个中央重点新闻网站中国经济网，一个印刷厂，一所函授学院（北京经济管理函授学院）。
2004年，经济日报进行版面格局改版。中美贸易战时期，中美两国也发生了舆论战。2020年10月，美国国务院将一财全球、解放日报、新民晚报、中国社会科学出版社、北京周报、经济日报驻美国的机构列为“外国使团”。中国外交部发言人赵立坚22日在例行记者会上表示，美方做法是对中国驻美媒体及记者的“政治打压和污名化”。

## 爭議新闻
1993年1月28日，《经济日报》发表《水真能变成油吗？》的文章（作者吴红博、刘东华），称此是继传统四大发明以来的中国第五大发明。后来水变油技术被认为是骗局和伪科学，1998年发起人王洪成被判处10年有期徒刑。

## 下属集团
1. 中国花卉报——1985年在北京创刊，是全国惟一一张国内外发行的以报道花木产业、园林绿化为主要内容的专业报。
2. 名牌时报——1997年7月1日创刊，是中央级经济综合类、对开彩印大报。
3. 服装时报——以弘扬服饰文化、传递服饰信息、引导服装潮流、推动服装行业发展、促进市场繁荣、美化人民生活为宗旨。
4. 证券日报——一张面向全国各阶层读者，以证券、金融、投资为主要内容的经济类日报。
5. 中国建材报——创刊于1986年10月，是全国建材行业惟一具有权威性的国内外公开发行的对开大报。
6. 中国服饰——报1994年7月1日创刊?是中国纺织报社主办的全资子报，是服饰生产与消费方面的权威性报纸。
7. 中国县域经济报—— 以宣传县域经济，促进农村发展为己任，原《经济日报农村版》。
8. 《中国企业家》—— 1985年创刊，为全国1000万经营管理者服务的大型综合性月刊。
9. 《中国经济信息》——由李鹏委员长题写刊名。
10. 《经济》——与经济日报配套的大型经济类月刊。

## 主要内容
经济日报版面分为四大版块：1-4版为要闻版，5-8版为财经新闻版，9-12版为周刊专版，
13-16 版为今日导刊版。
第一版块：要闻版
重点报道国内外重大事件、焦点事件、重大政策、重要经济数据、重要举措等，对宏观经济生活和经济现象进行独家的“适时性”观察或“阶段性”分析，针对性和实效性强，覆盖面广，对全国经济工作和企业具有极强的指导性。
第二版块：财经新闻版
全面、深刻报道财经界和产业界新闻事件，剖析大中型企业经营管理战略、预测市场走势。独家报道国际财经资讯、紧跟国际经贸市场发展趋势。跟踪企业经营典型案例，多角度挖掘，对经济界亮点、热点、焦点、难点问题展开深度探讨。列举中外企业经营成败的商业案例。发布即时股市行情、外汇牌价及相关的披露信息。
第三版块：周刊专版
每周一《央企视窗》、周二《新农村》、周三《汽车天地》、周四《信息时空》、周五《每周经济看点》，周六《经营之道》，周日《文化周末》。
《信息时空》重点报道IT领域的重大事件、市场动态等，包括企业及政府信息化、移动通信、国内外IT新技术、新产品、消费电子、网络、软件、数字生活及相关领域；及时报道政府对该行业的最新指导方针、政策、信息。
《汽车天地》全面报道汽车业界的发展态势和市场状况，以打造精品报道称，新闻选题独到、策划周密、观点精辟，既有大报风范，又贴近百姓生活，是全国各大汽车企业最关注的平面媒体。
第四版块：今日导刊版
深度分析新闻事件、新闻背景、“可读、新鲜、健康、有用”是其宗旨。注重宏观经济形势和走向，依托遍布全国及世界各地的记者网络探寻环球市场、分析跨国商务，用数据分析中国经济景气状况。深层剖析企业、经济事件和经济人物，赋财经报道以人文色彩，具有深度、前沿、专业、轻松的特色，深受读者关注。

## 办报对象
以经济报道为主的全国性综合性报纸。1983年1月1日在北京创刊。
1978年7月以原《大公报》一部分工作人员为主，创办《财贸战线》报，1981年改名《中国财贸报》。《经济日报》是在此基础上创办的。日出对开1 张。除在北京印刷外，在武汉、广州、 成都、重庆、昆明、兰州设有传真版分印点, 在上海、沈阳、哈尔滨、西安、乌鲁木齐设有航空版分印点。向国内外发行。《经济日报》以经济界职工和关心中国经济发展的国内外读者为对象。所刊中国经济学家马洪撰写的《社会主义制度下的商品经济》、刘国光撰写的《关于所有制关系改革的若干问题》等文章，曾引起国内外读者的广泛注意。
专版有 “理论探索”“经济信息” “经济与法” “科技之页”等；专栏有“本报观察家”“王府井随笔”“快论与时评”等。国际版设有“国际经济论坛”“国际金融综述”“企业管理经验介绍”“国外新产品”“国外商品需求信息”等。星期日出“星期刊”，向读者提供信息和多种咨询服务。

## 旧址
1981年1月，《财贸战线》报更名为《中国财贸报》，此时国务院财贸小组由西黄城根南街九号院迁往中南海办公，报社就由北方旅馆搬到财贸小组在九号院的用房。
1983年1月1日，《中国财贸报》又更名为《经济日报》，报社则搬到王府井大街277号原《人民日报》旧址，1949年前，这里曾是《华北日报》和中央社北京分社的办公地点。1996年6月，报社才全部搬到了今天的白纸坊东街2号。1984年10月1日，《经济日报》开始使用邓小平题写的报头，并沿用至今。

## 历任领导
社长、总编辑
- 1983年1月－1983年12月，刘海波（社长）、安岗（总编辑）
- 1983年12月－1986年3月，安岗（总编辑）
- 1986年3月－1993年9月，范敬宜（总编辑）
- 1993年9月－1996年3月，杨尚德（总编辑）
- 1996年3月－1996年6月，徐心华（社长）、杨尚德（总编辑）
- 1996年6月－，徐心华（社长）、艾丰（总编辑）
- 2005年6月－2016年11月，徐如俊（社长）、张小影（总编辑）
- 2016年11月－2017年5月，张小影（社长）、张小影（总编辑）[14]
- 2017年5月－2018年3月，张小影（社长）、傅华（总编辑）[15]
- 2018年3月－2021年4月，张小影（社长）、张小影（总编辑）
- 2021年4月－，郑庆东（社长）、郑庆东（总编辑）

| 副社长 - 赵子忠（？－） | 副总编辑 - 唐卫彬（2023年11月－） - 齐东向（2024年7月－） - 吴向东（2025年1月－） |